# 拉罗克 (塔恩省)
拉罗克（法語：Larroque，法語發音：[laʁɔk]）是法国奧克西塔尼大區塔恩省的一个市镇，位于该省西北部，属于阿尔比区。

## 地理
拉罗克（44°0'12"N, 1°41'24"E）面积17.97 平方千米，位于法国奧克西塔尼大區塔恩省，该省份为法国南部内陆省份，北起顺时针与阿韦龙省、埃罗省、奥德省、上加龙省和塔恩-加龙省接壤。
与拉罗克接壤的市镇（或旧市镇、城区）包括：卡斯泰尔诺-德蒙米拉勒、佩讷、皮塞尔西、布吕尼凯勒、凯尔西地区皮加亚尔。

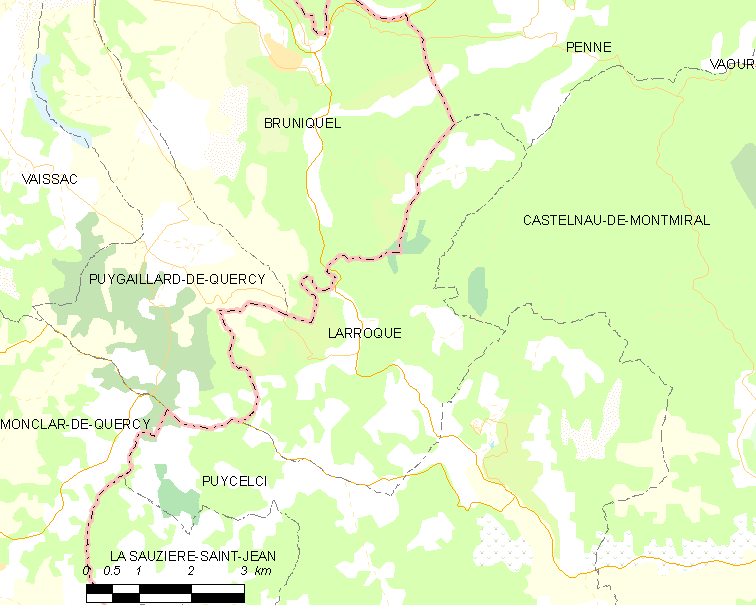
的OSM定位图

拉罗克的时区为UTC+01:00、UTC+02:00（夏令时）。

## 行政
拉罗克的邮政编码为81140，INSEE市镇编码为81136。

## 政治
拉罗克所属的省级选区为葡萄园与城堡庄园县。

## 人口

1962-2008年间人口变化图示

拉罗克于2022年1月1日时的人口数量为161人。